# Copa Uncaf 1991
La Unión Centroamericana de Fútbol puso en marcha la primera Copa de Naciones de la UNCAF en 1991, teniendo como sede a la ciudad de San José, Costa Rica entre el 26 de mayo y el 2 de junio. El torneo, patrocinado por la Confederación de Fútbol de Norte, Centroamérica y el Caribe, nació con el propósito de clasificar tres selecciones de la región a la que sería la primera Copa de Oro de la Concacaf. Costa Rica, el anfitrión, ganó sus tres partidos, coronándose campeón y clasificando a la Copa de Oro.

## Ronda preliminar
| 18 de abril de 1991 | Nicaragua       | 2:3 (0:2) | El Salvador                           | Estadio Nacional Dennis Martínez, Managua |                                |
|                     | Bendaña 60' 87' |           | Díaz Arce 25' 89' (pen.) · Rivera 43' | Asistencia: 5.000 espectadores            | Asistencia: 5.000 espectadores |

| 25 de abril de 1991 | El Salvador                   | 2:0 (1:0) | Nicaragua | Estadio Cuscatlán, San Salvador                           |                                                           |
|                     | Rodríguez 28' · Diáz Arce 62' |           |           | Asistencia: 2.000 espectadores Árbitro(s): Jorge Melendez | Asistencia: 2.000 espectadores Árbitro(s): Jorge Melendez |

| 12 de mayo de 1991                                                             | Belice | w/o | Guatemala | FFB Field, Belmopán       |  |
|                                                                                |        |     |           | Árbitro(s): Vincent Mauro |  |
| Belice abandonó el torneo, por lo que Guatemala clasifica a la Copa Uncaf 1991 |        |     |           |                           |  |

| 12 de mayo de 1991 | Panamá                      | 2:0 (1:0) | Honduras | Estadio Revolución, Ciudad de Panamá                    |                                                         |
|                    | Lynch 14' · Dely Valdés 57' |           |          | Asistencia: 10.000 espectadores Árbitro(s): Berny Ulloa | Asistencia: 10.000 espectadores Árbitro(s): Berny Ulloa |

| 19 de mayo de 1991 | Honduras            | 3:0 (0:0) | Panamá | Estadio Francisco Morazán, San Pedro Sula              |                                                        |
|                    | Vallejo 64' 70' 82' |           |        | Asistencia: 21.000 espectadores Árbitro(s): P. Guevara | Asistencia: 21.000 espectadores Árbitro(s): P. Guevara |

## Organización

### Sede
| San José                       |
| ------------------------------ |
| Estadio Nacional de Costa Rica |
| Capacidad: 17 000 espectadores |
|                                |

### Equipos participantes
| Equipos participantes | Equipos participantes | Equipos participantes | Equipos participantes |
| --------------------- | --------------------- | --------------------- | --------------------- |
| Costa Rica            | Guatemala             | Honduras              | El Salvador           |

### Clasificación
| Equipo      | Pts. | PJ | PG | PE | PP | GF | GC | Dif |
| ----------- | ---- | -- | -- | -- | -- | -- | -- | --- |
| Costa Rica  | 6    | 3  | 3  | 0  | 0  | 10 | 1  | 9   |
| Honduras    | 3    | 3  | 1  | 1  | 1  | 2  | 3  | -1  |
| Guatemala   | 2    | 3  | 0  | 2  | 1  | 0  | 1  | -1  |
| El Salvador | 1    | 3  | 0  | 1  | 2  | 2  | 9  | -7  |

### Resultados
| 26 de mayo de 1991 | El Salvador | 0:0 | Guatemala | Estadio Nacional de Costa Rica, San José                  |  |
|                    |             |     |           | Asistencia: 11.000 espectadores Árbitro(s): Vincent Mauro |  |

| 26 de mayo de 1991 | Costa Rica              | 2:0 (1:0) | Honduras | Estadio Nacional de Costa Rica, San José                       |                                                                |
|                    | R. Gómez 11' · Jara 52' |           |          | Asistencia: 15.000 espectadores Árbitro(s): Carlos Castellanos | Asistencia: 15.000 espectadores Árbitro(s): Carlos Castellanos |

| 29 de mayo de 1991 | Honduras | 0:0 | Guatemala | Estadio Nacional de Costa Rica, San José                |  |
|                    |          |     |           | Asistencia: 10.000 espectadores Árbitro(s): Berny Ulloa |  |

| 29 de mayo de 1991 | Costa Rica                                                      | 7:1 (3:1) | El Salvador   | Estadio Nacional de Costa Rica, San José                      |                                                               |
|                    | Jara 17' 41' 48' · Flores 21' · N. Gómez 63' 89' · R. Gómez 66' |           | Diaz Arce 16' | Asistencia: 10.000 espectadores Árbitro(s): Arlington Success | Asistencia: 10.000 espectadores Árbitro(s): Arlington Success |

| 2 de junio de 1991 | Honduras                  | 2:1 (1:0) | El Salvador | Estadio Nacional de Costa Rica, San José                   |                                                            |
|                    | Espinoza 2' · Machado 58' |           | Rivera 77'  | Asistencia: 15.000 espectadores Árbitro(s): Jorge Meléndez | Asistencia: 15.000 espectadores Árbitro(s): Jorge Meléndez |

| 2 de junio de 1991 | Costa Rica | 1:0 (1:0) | Guatemala | Estadio Nacional] de Costa Rica, San José                     |                                                               |
|                    | Jara 32'   |           |           | Asistencia: 16.500 espectadores Árbitro(s): José Luis Fuentes | Asistencia: 16.500 espectadores Árbitro(s): José Luis Fuentes |

## Clasificados
| Bandera de Costa Rica | Bandera de Honduras | Bandera de Guatemala |
| Costa Rica            | Honduras            | Guatemala            |
| Campeón 1° Título     | Subcampeón          | Tercer puesto        |